# Mike Carney
Michael Carney detto Mike (Squamish, 13 aprile 1966) è un ex sciatore alpino canadese.

## Biografia
Specialista delle prove veloci originario di Squamish, Carney debuttò in campo internazionale in occasione dei Mondiali juniores di Sugarloaf 1984 e ottenne il suo unico piazzamento in Coppa del Mondo il 28 febbraio 1987 a Furano in discesa libera (11º); ai XV Giochi olimpici invernali di Calgary 1988, sua unica presenza olimpica, si classificò 14º nella discesa libera e non completò la combinata. Il suo ultimo risultato in carriera fu la medaglia d'oro vinta nella discesa libera ai Campionati canadesi 1989; non ottenne piazzamenti ai Campionati mondiali.

## Palmarès

### Coppa del Mondo
- Miglior piazzamento in classifica generale: 82º nel 1987

### Nor-Am Cup
- Vincitore della classifica di discesa libera nel 1988[senza fonte]

### Campionati canadesi
- 1 medaglia (dati parziali)[2]:
  - 1 oro (discesa libera nel 1989)